# Pediobius chilaspidis
Pediobius chilaspidis  (лат.) — вид паразитических наездников рода Pediobius из семейства Eulophidae (Chalcidoidea) отряда перепончатокрылые насекомые. Европа (Австрия, Венгрия, Германия, Чехословакия, Швеция). Длина самок 1,6—1,9 мм, самцов — 1,5—1,7 мм. Голова и грудь с сетчатой скульптурой. Стебелёк между грудкой и брюшком (петиоль) удлинённый. Переднеспинка с шейкой, отграниченной килем (поперечным гребнем). Щит среднеспинки с развитыми изогнутыми парапсидальными бороздками. Ассоциированы с орехотворками Chalaspis nitida, Chilaspis nitida (Cynipidae, первичный внутренний паразит) и растениями Quercus cerris (Fagaceae).